# Larry Fessenden
Laurence Fessenden, detto Larry  (New York, 23 marzo 1963), è un attore, regista, produttore cinematografico e scrittore statunitense.

## Biografia
Fessenden è presidente della compagnia di produzione cinematografica Glass Eye Pix, con sede nella città di New York.
Era originariamente incaricato della regia di un rifacimento di The Orphanage, del quale ha scritto la sceneggiatura insieme a Guillermo del Toro, configurato quest'ultimo anche come produttore. Durante la selezione del cast artistico, a causa di diverse direzioni creative, Fessenden decise di fuoriuscire dal progetto, subito replicato da Mark Pellington al suo posto.
Nel 2011 è uscito The Innkeepers, progetto cinematografico dell'orrore di MPI e Dark Sky, diretto da Ti West, prodotto da Fessenden e con principali interpreti Kelly McGillis, Sara Paxton e Pat Healy.
Il suo ultimo film è il teen horror Beneath (2013), presentato in Italia, in anteprima, al Fantafestival di Roma.

## Filmografia

### Attore

#### Cinema
- La sindrome di Frankenstein (No Telling), regia di Larry Fessenden (1991)
- Habit, regia di Larry Fessenden (1995)
- Al di là della vita (Bringing Out the Dead), regia di Martin Scorsese (1999)
- Session 9, regia di Brad Anderson (2001)
- Spacehead, regia di Andrew van den Houten (2005)
- Broken Flowers, regia di Jim Jarmusch (2005)
- Il buio nell'anima (The Brave One), regia di Neil Jordan (2007)
- Cabin Fever 2 - Il contagio (Cabin Fever 2: Spring Fever), regia di Ti West (2009)
- You're Next, regia di Adam Wingard (2011)
- The Battery, regia di Jeremy Gardner (2012)
- Jug Face, regia di Chad Crawford Kinkle (2013)
- Ritual, regia di Mickey Keating (2013)
- Late Phases, regia di Adrián García Bogliano (2014)
- La casa dell'orrore (We Are Still Here), regia di Ted Geoghegan (2015)
- The Mind's Eye, regia di Joe Begos (2015)
- Body, regia di Dan Berk e Robert Olsen (2015)
- Nella valle della violenza (In a Valley of Violence), regia di Ti West (2016)
- Southbound - Autostrada per l'inferno (Southbound), regia di Patrick Horvath (2016)
- La festa delle fidanzate (Girlfriend's Day), regia di Michael Stephenson (2017)
- Like Me, regia di Robert Mockler (2017)
- Most Beautiful Island, regia di Ana Asensio (2017)
- I morti non muoiono (The Dead Don't Die), regia di Jim Jarmusch (2019)
- Jakob's Wife, regia di Travis Stevens (2021)
- Showing Up, regia di Kelly Reichardt (2022)
- Killers of the Flower Moon, regia di Martin Scorsese (2023)

#### Televisione
- Squadra emergenza (Third Watch) – serie TV, episodio 2x11 (2001)
- Law & Order: Criminal Intent – serie TV, episodio 5x02 (2005)
- Louie – serie TV, episodio 4x09 (2014)
- The Strain – serie TV, episodio 1x05 (2014)

### Regista
- Jaws – cortometraggio (1978)
- The Eliminator – cortometraggio (1979)
- The Field – cortometraggio (1980)
- White Trash – cortometraggio (1980)
- Lifeline – cortometraggio (1981)
- A Face in the Crowd (1981)
- Experienced Movers (1985)
- Hollow Venus: Diary of a Go-Go Dancer (1989)
- La sindrome di Frankenstein (No Telling) (1991)
- Habit (1995)
- Wendigo (2001)
- The Last Winter (2006)
- Fear Itself – serie TV, episodio 1x08 (2008)
- Beneath (2013)
- Blackout (2023)

### Produttore
- The Eliminator – cortometraggio (1979)
- The Field – cortometraggio (1980)
- White Trash – cortometraggio (1980)
- Lifeline – cortometraggio (1981)
- A Face in the Crowd (1981)
- Experienced Movers (1985)
- Hollow Venus: Diary of a Go-Go Dancer (1989)
- La sindrome di Frankenstein (No Telling) (1991)
- River of Grass (1994)
- Zombie Honeymoon (2004)
- The Off Season (2004)
- The Roost (2005)
- Escape Artists (2005)
- Satellite (2006)
- Automatons (2006)
- The Last Winter (2006)
- Sisters (2006)
- Trigger Man (2007)
- Liberty Kid (2007)
- I Can See You (2008)
- Wendy and Lucy (2008)
- I Sell the Dead (2008)
- The House of the Devil (2009)
- Satan Hates You (2009)
- Bitter Feast (2010)
- Stake Land (2010)
- The Last Rites of Joe May (2010)
- Hypothermia, regia di James Felix McKenney (2010)
- Night Moves, regia di Kelly Reichardt (2013)
- Certain Women, regia di Kelly Reichardt (2016)

### Sceneggiatore
- The Eliminator – cortometraggio (1979)
- The Field – cortometraggio (1980)
- White Trash – cortometraggio (1980)
- Lifeline – cortometraggio (1981)
- A Face in the Crowd (1981)
- Hollow Venus: Diary of a Go-Go Dancer (1989)
- La sindrome di Frankenstein (No Telling) (1991)
- Habit (1995)
- Wendigo (2001)
- The Last Winter (2006)
- Until Dawn – videogioco (2015)
- Until Dawn: Rush of Blood – videogioco (2016)
- Hidden Agenda – videogioco (2017)
- The Inpatient – videogioco (2018)
- The Dark Pictures: Man of Medan – videogioco (2019)

## Doppiatori italiani
Nelle versioni in italiano delle opere in cui ha recitato, Larry Fessenden è stato doppiato da:
- Massimo Rossi in La sindrome di Frankenstein
- Christian Iansante in Habit
- Roberto Certomà in Broken Flowers
- Marco Baroni in The Strain
- Dario Oppido in Most Beautiful Island
- Walter Rivetti ne La festa delle fidanzate

Come doppiatore è stato sostituito da:
- Oliviero Corbetta in Hidden Agenda